# Pneumosema stigmaticum
Pneumosema stigmaticum är en stekelart som beskrevs av Fischer 1966. Pneumosema stigmaticum ingår i släktet Pneumosema och familjen bracksteklar. Inga underarter finns listade i Catalogue of Life.